# Roderick Murchison
Roderick Impey Murchison (19 février 1792 – 22 octobre 1871), 1er baronnet, est un des principaux géologues et géographes britanniques du XIXe siècle. Il a fourni la première description du Silurien.

## Biographie
Il est né à Tarradale dans l'ancien comté du Ross-shire en Écosse, d'un père médecin écossais au service de l'East India Company. Après une formation militaire, il sert dans l'armée britannique pendant huit ans durant les guerres napoléoniennes. Il se marie vers 1815 et passe deux ans à voyager en Europe, plus particulièrement en Italie puis s'installe en Angleterre en 1818. Il se consacre alors à la chasse au renard en tant que loisir identifié au milieu aristocratique britannique.
Humphry Davy lui ayant conseillé de tourner son énergie vers la science il se consacre à la géologie. Il joint la Geological Society of London dont il se montre rapidement l'un des membres les plus actifs, côtoyant Adam Sedgwick, William Conybeare, William Buckland, William Fitton et Charles Lyell.
Explorant avec sa femme la géologie du sud de l'Angleterre, il s'intéresse particulièrement aux couches du nord-ouest du Sussex et de ses régions frontalières avec le Hampshire et le Surrey sur lesquelles il écrit son premier article scientifique en collaboration avec Fitton. Il en fait lecture à la Société géologique de Londres en 1825. Tournant son attention vers la géologie du continent européen il explore avec Lyell la région volcanique d'Auvergne dans le sud de la France, le nord de l'Italie, le Tyrol et la Suisse. Peu après avec son ami Adam Sedgwick il s'attaque au difficile problème de la formation des Alpes et leur article écrit conjointement devient un des classiques de la géologie alpine.
En 1831 il étudie la région frontalière entre le pays de Galles et l'Angleterre pour tenter d'en classifier les couches sédimentaires. De ces travaux résultent l'établissement du Silurien qui pour la première fois groupe une série de formations géologiques possédant chacune leurs propres caractéristiques et fossiles. Il expose sa théorie dans The Silurian System en 1839.
Il contribue ensuite à la mise en place du Dévonien en étudiant des terrains dans le sud-ouest de l'Angleterre et sur les bords du Rhin dans l'ouest de l'Allemagne. Peu après, Murchison se lance dans une expédition en Russie en vue d'étendre à cette part du continent européen la classification élaborée pour l'Europe de l'Ouest. Il est accompagné de Édouard de Verneuil et du comte Alexander von Keyserling. Leurs travaux conjoints sur la Russie et les montagnes de l'Oural débouchent sur une monographie publiée en 1845. Cette publication complète la première et plus active partie de sa carrière scientifique.
En 1846 il est fait chevalier et, la même année, il préside l'association britannique de promotion des sciences. Jusqu'à la fin de sa carrière une grande partie de son temps est dédié aux affaires de la Royal Geographical Society dont il a été un des fondateurs et président en 1843-1845, 1851-1853, 1856-1859 et 1862-1871.
Pendant la dernière décennie de sa vie, sa principale recherche en géologie concerne les Highlands où il pensa avoir montré que des couches cristallines de schistes, jusque-là créditées en termes de formations primitives, ne sont pas plus anciennes que le Silurien le conduisant à classifier certain fossiles du Cambrien au Silurien. Des recherches postérieures démontrent que ces couches ne sont pas à leur place originale mais, à travers des épisodes de dislocations successives, se sont placées au-dessus de couches plus récentes.
En 1855, Murchison devient directeur de la Société de géologie du Royaume-Uni, de l'École royal des mines et du musée de géologie appliquée, succédant à Henry De la Beche qui le premier a tenu ses postes. Ses responsabilités l'occupent beaucoup mais il trouve le temps pour s'occuper des éditions de son travail Siluria (1854, 5e édition 1872), qui présente les travaux d'origine sur ce système ainsi que les découvertes subséquentes, en particulier l'extension de cette classification à d'autres pays.
En 1863 il est fait chevalier commandeur de l'ordre du Bain (KCB) et trois ans plus tard baronnet. Les sociétés savantes du Royaume-Uni lui octroient leurs plus hautes récompenses, la Royal Society la médaille Copley, la Société de géologie la médaille Wollaston etc. De nombreuses sociétés d'autres pays le nomment membre honoraire, l'Académie française des sciences le récompense par le prix Cuvier et en fait un des huit membres étrangers en remplacement de Michael Faraday. Il était membre également de l'Académie royale danoise des sciences et des lettres.
Un de ses derniers actes publics est l'établissement de la chaire de géologie et de minéralogie à l'université d'Édimbourg et la création de la médaille Murchison décernée chaque année par la Société géologique de Londres.

## Sources
- (en) « Roderick Murchison », dans Encyclopædia Britannica [détail de l’édition], 1911 (lire sur Wikisource).